# Chièvres
Chièvres ist eine belgische Gemeinde in der Provinz Hennegau. Sie besteht aus den Ortschaften Chièvres, Grosage, Huissignies, Ladeuze, Tongre-Saint-Martin und Tongre-Notre-Dame.

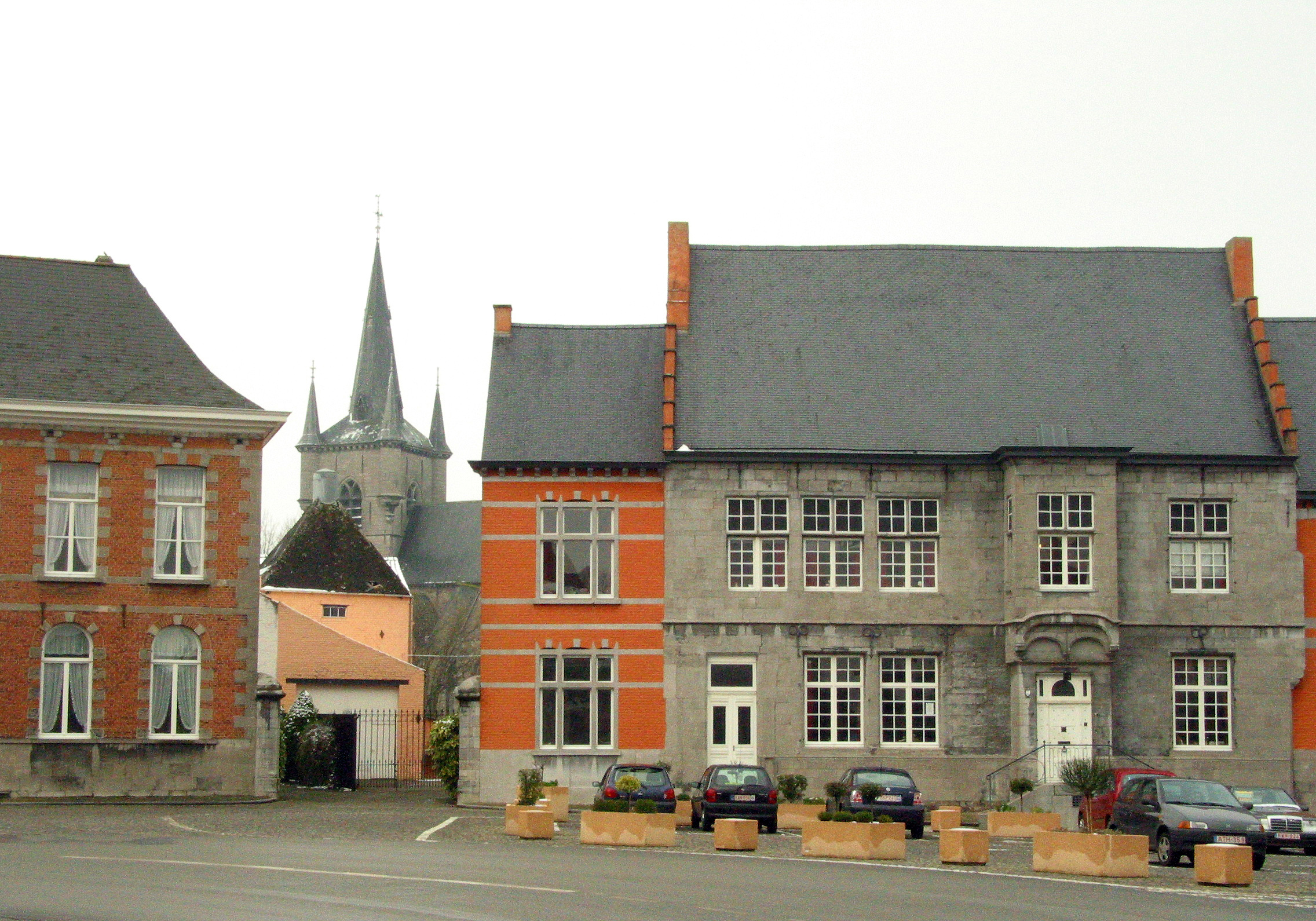
Hotel de Croÿ und die Kirche Saint-Martin

## Sehenswürdigkeiten
Die Kirche Saint-Martin ist ein gotischer Kirchenbau des 14. Jahrhunderts. Im Ortsteil Tongre-Notre-Dame befindet sich die Wallfahrtskirche Basilika Unserer Lieben Frau von Tongre.
Am östlichen Ortsrand befindet sich der Militärflugplatz Chièvres.

## Personen
- Guillaume II. de Croÿ Seigneur de Chièvres (1458–1521), von 1515 bis 1521 einer der einflussreichsten Politiker Westeuropas